# Gabriel Busanello
Gabriel Dal Toé Busanello, född 29 oktober 1998, är en brasiliansk fotbollsspelare som spelar för Malmö FF.

## Karriär
Den 19 januari 2023 värvades Busanello av Malmö FF, där han skrev på ett fyraårskontrakt. I oktober 2023 förlängde Busanello sitt kontrakt fram över säsongen 2027.
Den 23:e december 2024 meddelade Malmö FF via hemsidan att Busanellos kontrakt förlängts tom säsongen 2029.